# Sture Montelius
Sture Carl Gustaf Montelius, född den 19 september 1895 i Stockholm, död där den 30 september 1976, var en svensk sjömilitär.
Montelius avlade studentexamen 1914 och sjöofficersexamen 1917. Han blev fänrik i flottan sistnämnda år, löjtnant 1919, kapten 1930 och kommendörkapten av andra graden 1940, av första graden 1942. Montelius genomgick Sjökrigshögskolan torpedkurs 1923–1924 och radiokurs i England 1926. Han var befälhavare för Skeppsholmens radiostation 1926–1928, radioofficer i Marinförvaltningen 1930–1934, befälhavare för Karlskrona radiostation och chef för förbindelseväsendet vid Sydkustens marindistrikt 1936–1938, chef för Försvarsstabens signaltjänstavdelning 1940–1942 och chef för organisationsavdelningen vid Marinstaben 1943–1947. Montelius befordrades till kommendör i marinen 1947 och beviljades avsked 1948. Han var ombudsman i Svenska officersförbundet 1948–1960. Montelius invaldes som ledamot av Örlogsmannasällskapet 1936. Han blev riddare av Svärdsorden 1938 och av Vasaorden 1947. Montelius vilar i sin familjegrav på Norra begravningsplatsen utanför Stockholm.